# The International Church of Copenhagen
The International Church of Copenhagen (ICC), på dansk Den Internationale Kirke i København er en multikulturel, økumenisk, engelsktalende, kristen menighed i København. Kirken er udsprunget af Den Amerikanske Lutherske Kirke (American Lutheran Church) og har stadig forbindelse med Den Evangelisk-lutherske Kirke i Amerika (Evangelical Lutheran Church in America). ICC har dog udviklet sig til at inkludere engelsktalende tilhængere af flere andre kristne retninger.  ICC startede i 1962 og har udviklet sig til at inkludere engelsktalende tilhængere af mange forskellige kristne retninger.